# Maltôte
Maltôte ist eine nach mittelalterlichem Recht in Frankreich erhobene Steuer auf alltägliche Güter (wie Bier, Wein, Wachs). Sie diente dazu, Sonderausgaben, meist für Kriege oder Befestigungen, zu finanzieren.

## Herkunft
Der Begriff „malatolta“ wurde seit dem 10. Jahrhundert verwendet. Der Begriff „maltôte“ wurde vermutlich im registre des olims 1273 erstmals verwendet.
Philipp der Schöne machte sich unbeliebt, als er 1292 eine Maltôte erhob, um den Krieg gegen Flandern zu finanzieren. Die Steuer (ein Denier pro Livre) war sowohl vom Verkäufer als auch vom Käufer zu entrichten. Wegen seines unpopulären Charakters wurde die Steuer im Volksmund sehr schnell abwertend „maltôte“ genannt. Die Steuereinnahmen wurden oft für Zwecke verwendet, die nichts oder wenig mit den Sorgen der Bevölkerung zu tun hatten. Der Krieg in Flandern war auch der Ursprung einer Volksrevolte in Rouen, die sich gegen die Maltôte richtete.
Im weiteren Sinne wurde das Wort „Maltôte“ schnell für außerordentliche Steuern verwendet. Maltôte wurde bis ins 18. Jahrhundert erhoben.

## Etymologie
1. „mala tolta“, von [lat.] malus („schlecht“) und tollere („abnehmen, nehmen“): „schlechte Steuer“.[3]
2. „mal toste“, was etwa so viel heißt wie „schlechter Gruß“ – im Sinne von „Ich grüße Dich nicht“.

Das französische Wort „maltôtiters“ wurde sowohl für Steuerbeamte als auch für Personen verwendet, die mit dem Eintreiben von Steuern betraut waren. Im übertragenen Sinne wurde das Wort auch für Personen gebraucht, die unberechtigte Forderungen stellten.